# معين البستكي
معين البستكي (من مواليد 29 أغسطس 1980) هو ساحر ولاعب خفة وخداع من دبي في الإمارات العربية المتحدة. اشتهر معين بسحر الشارع والأوهام الكبيرة العقلية وأداء السحر عن قرب للمشاهير العالميين والعرب.

## حياة سابقة
ولد معين البستكي ونشأ في دبي. وهو الأكبر من بين أربعة أشقاء. بدأ حبه للسحر في سن مبكرة جدًا. كان جده تاجرًا يعود من رحلات إلى الخارج بحيل سحرية تعلمها. كانت الحيلة الأولى التي شهدها معين على الإطلاق تتمثل في اختفاء عملة معدنية وإعادة ظهورها، مما أثار إعجاب معين ودمج شغفًا بفن السحر لدى طفل يبلغ من العمر ست سنوات. قدم لأول مرة وهو في التاسعة من عمره في عرض سحري أعده لعائلته. لم يكن العرض ناجحًا للغاية، ولم تلق حيله استقبالًا جيدًا، لكن عمه دفع له 5 دراهم إماراتية كمكافأة على أدائه.

## التعليم
تخرج معين من مدرسة الإمام مالك عام 1998. ثم التحق بكلية دبي الجامعية حيث تخرج بدرجة البكالوريوس في الأعمال عام 2004. بعد أن حُرم والد معين من التعليم، اختلف مع اختيار معين للوظيفة، وأصر على أن يركز ابنه على التعليم بدلاً من ذلك، لذلك واصل معين دراسته وحصل على درجة الماجستير في التسويق من جامعة ولونغونغ في دبي عام 2008.

## روابط خارجية
- الموقع الرسمي